# Xavier Lust
 (mars 2015).
 (mars 2015).
Si vous disposez d'ouvrages ou d'articles de référence ou si vous connaissez des sites web de qualité traitant du thème abordé ici, merci de compléter l'article en donnant les références utiles à sa vérifiabilité et en les liant à la section « Notes et références ».
Xavier Lust est un designer né en 1969 à Bruges en Belgique. Il a fait des études d'architecture d’intérieur à l'Institut Saint-Luc de Bruxelles d'où il sort diplômé en 1992 pour fonder son atelier. Il se spécialise dans l’utilisation du métal en développant, à partir de 1999, une expérience basée sur de nouvelles techniques de déformation des feuilles métalliques. Cette technique, appliquée à diverses pièces de mobilier (notamment Le Banc développé pour MDF Italia, Crédence pour De Padova et PicNik pour Extremis) le fait remarquer, et il participe à plusieurs expositions à travers l’Europe. Il travaille entre autres pour Driade, De Padova, Extremis et MDF Italia.
En juin 2007, le centre d'innovation et de design au Grand-Hornu lui a dédié une exposition.

## Distinctions
- Jeune talent du Prix Henry Van de Velde en 2003
- Good Design Awards du Chicago Athenaeum : Museum of Architecture and Design en 2004 (pour sa table PicNik, éditée par Extremis)
- Mention spéciale du Compasso d'Oro à Milan, en 2004 (pour sa Grande Table).